# ホングー
ホングー（ベトナム語：Thành phố Hồng Ngự / 城庯雄禦?）はドンタップ省にある都市である。

## 概要
5つの坊 (phường)と2つの社を有する。
- アンビンA坊（An Bình A / 安平A）
- アンビンB坊（An Bình B / 安平B）
- アンタイン坊（An Thạnh / 安盛）
- アンラック坊（An Lạc / 安樂）
- アンロック坊（An Lộc / 安祿）
- タンホイ社（Tân Hội / 新會）
- ビンタイン社（Bình Thạnh / 平盛）